# Clavidesmus monnei
Clavidesmus monnei är en skalbaggsart som beskrevs av Giorgi 1998. Clavidesmus monnei ingår i släktet Clavidesmus och familjen långhorningar. Inga underarter finns listade i Catalogue of Life.